# Александар Видовић
Александар Видовић (Милићи, 12. маја 2001) босанскохерцеговачки је фудбалер, који тренутно наступа за  Смедерево 1924. Може да игра на позицијама штопера и левог бека.

## Каријера
Александар Видовић је почео да тренира у фудбалском клубу Власеница. Као омладинац је прешао у редове суботичког Спартака, а крајем 2019. изабран је за најбољег појединца омладинског састава у протеклој години. Почетком 2020. године прикључен је првом тиму тог клуба, а истовремено је потписао свој први професионални уговор, у трајању од четири године. После одрађених припрема са екипом у Анталији, Видовић је лиценциран за пролећни део такмичарске 2019/20. у Суперлиги Србије. Дебитовао је 21. фебруара 2020, на гостовању Вождовцу на крову Тржног центра, где је Спартак остварио победу од 3 : 2, након резултатског преокрета. У игру је ушао уместо повређеног Алексе Урошевића у 52. минуту и до краја сусрета покривао је позицију левог бека. На истом месту наступио је и осмини финала Купа Србије, против београдског Партизана, када је Спартак поражен резултатом 4 : 0 и елиминисан из даљег такмичења. По први пут је одиграо читав сусрет Суперлиге Србије у 27. колу, против Инђије.

## Статистика

#### Клупска
Ажурирано 1. јуна 2020.
| Клуб             | Сезона   | Лига             | Лига    | Лига   | Национални куп | Национални куп | Европа  | Европа | Остало  | Остало | Укупно  | Укупно |
| Клуб             | Сезона   | Дивизија         | Наступа | Голова | Наступа        | Голова         | Наступа | Голова | Наступа | Голова | Наступа | Голова |
| ---------------- | -------- | ---------------- | ------- | ------ | -------------- | -------------- | ------- | ------ | ------- | ------ | ------- | ------ |
| Спартак Суботица | 2019/20. | Суперлига Србије | 2       | 0      | 1              | 0              | —       | —      | —       | —      | 3       | 0      |